# Scaptrella brevicaudata
Scaptrella brevicaudata är en rundmaskart som beskrevs av Gerlach 1953. Scaptrella brevicaudata ingår i släktet Scaptrella och familjen Scaptrellidae. Inga underarter finns listade i Catalogue of Life.